# العذراء الأمريكية (فلم 2009)
أمريكان فيرجين (سابقا العذراء في شارع بوربون) فيلم كوميدي أمريكي لعام 2009 من إخراج كلير كيلنر، تأليف جيف سيمان، وبطولة جينا ديوان، وبريان ديفيس، وروب شنايدر، وتشاي ريان جيفري وإلان موس بوخراش.

## روابط خارجية
- مقالات تستعمل روابط فنية بلا صلة مع ويكي بيانات